# Song to Song
Song to Song (Brasil: De Canção em Canção / Portugal: Música a Música) é um filme de drama estadunidense de 2017 dirigido e escrito por Terrence Malick. Conta com Ryan Gosling, Rooney Mara, Michael Fassbender, Natalie Portman e Cate Blanchett nos papéis principais. Estreou no South by Southwest em 10 de março de 2017 e foi distribuído em seu país de origem uma semana depois.Em Portugal, a estreia de Música a Música aconteceu a 11 de maio de 2017.

## Elenco
- Ryan Gosling - BV
- Michael Fassbender - Cook
- Rooney Mara - Faye
- Natalie Portman
- Christian Bale
- Cate Blanchett - Amanda
- Haley Bennett
- Val Kilmer
- Benicio del Toro
- Clifton Collins Jr.
- Angela Bettis - Angela
- Bérénice Marlohe
- Florence Welch - Florence
- Lykke Li
- Holly Hunter
- Boyd Holbrook
- Callie Hernandez - Julie
- Patti Smith - ela mesma
- Tom Sturridge - Tom
- Trevante Rhodes - TR
- Austin Amelio - Primo de BV
- Iggy Pop
- Black Lips
- Alan Palomo
- Iron & Wine
- Arcade Fire
- John Lydon
- Fleet Foxes
- Linda Emond - Judy
- Dora Madison Burge - Denise
- Spank Rock